# Chinese gemeenschap in België
De Chinese gemeenschap in België of Chinezen in België zijn zij die de Belgische nationaliteit hebben én van Chinese afkomst zijn. Mensen met de Chinese nationaliteit die in  België wonen, worden niet altijd als Chinese Belgen gezien.

## Geschiedenis
De eerste Chinezen vestigden zich in de jaren twintig van de twintigste eeuw in België. Het waren zeelieden uit Guangdong en Fujian die op grote oceaanstomers werkten. Scheepvaartmaatschappijen monsterden graag gebruik aan omdat deze goedkoper waren en bekend stonden voor hun vlijt en gehoorzaamheid. Deze zeelieden kwamen in verschillende havens aan land, waaronder Antwerpen. Daar verbleven zij tijdelijk in logementhuizen in afwachting van een nieuwe aanmonstering. Al gauw ontstonden wasserijen, winkels, goktenten en eethuizen die zich richtten op de Chinezen die in deze logementhuizen woonden.
Tegelijk bestond er een kleine groep van "pindaventers". Dit waren rondtrekkende handelaren uit Zhejiang. Zij waren niet per boot, maar over land gekomen. Aanvankelijk verkochten zij halfedelstenen uit hun streek van herkomst, maar later specialiseerden zij zich in het verkopen van zelfgemaakte pindakoekjes, vanwaar hun naam komt.
Tijdens Eerste Wereldoorlog rekruteerden Frankrijk en het Verenigd Koninkrijk 100.000 Chinezen uit Shandong om aan het westfront te vechten. Zij werden ingezet voor zware en gevaarlijke jobs, zoals het opruimen van wegen, het bouwen van kampementen en het aanleggen van loopgraven.
Na de overname van China door de Communistische Partij in 1949 kwam er een einde aan de migratie uit het vasteland. In plaats hiervan kwam een toenemende migratie uit Hongkong. Door opkomende concurrentie vanuit Zuidoost-Azië vielen in de jaren vijftig veel van de inheemse rijstboeren in de werkloosheid. Dit trof vooral de autochtone Hongkongers in de New Territories. Velen van hen begonnen daarom te emigreren, aanvankelijk naar Groot-Brittannië omwille van de koloniale band, later ook naar Nederland, België en Duitsland. Ze werkten vooral in de Chinese restaurantsector. Door beperkte regelgeving, een opkomende consumptiecultuur en populariteit bij de opkomende middenklasse groeide deze exponentieel in deze periode. De restaurants rekruteerden aanvankelijk onder de plaatselijke Chinezen, die echter vrij beperkt in aantal waren. Zij begonnen daarom familieleden over te brengen. Door deze kettingmigratie ontstond de eerste Chinese migratiegolf naar België die pas eindigde door de migratiestop in 1974.
De meest recente groep Chinese migranten kwam eind jaren tachtig vanuit de Chinese provincies Zhejiang en Fujian. Hun jiaxiang (streek van herkomst) is meestal Wenzhou, Qingtian of Fuzhou.
Eind 2010 is de eerste Chinese bank in België geopend. Het was de Bank of China in Brussel.

## Demografie

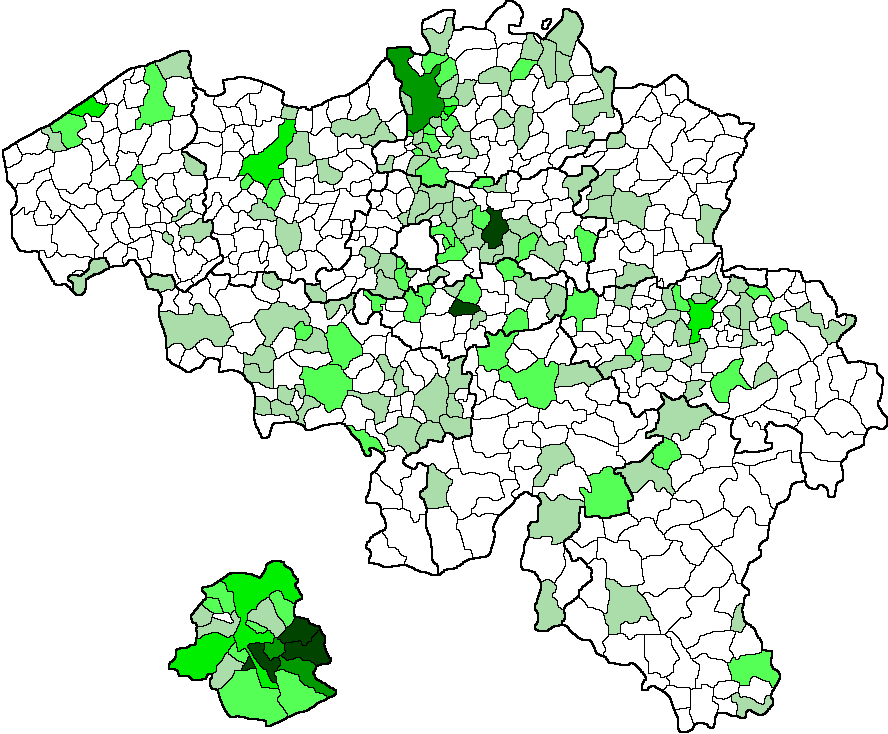
Verspreiding van de Chinese buitenlanders in België in 2017. Klik op de kaart voor de legenda en andere details.

In 2017 woonden 12.155 Chinese buitenlanders in België. Dit cijfer houdt echter geen rekening met genaturaliseerde Chinezen en hun nakomelingen. Ook etnische Chinezen uit andere landen, zoals Hongkongers, Taiwanezen en Chinese Singaporezen zijn niet meegeteld. In 2008 schatte het dagblad De Morgen het totale aantal op ongeveer dertigduizend.
De meeste Chinese Belgen wonen in Antwerpen en Brussel. In de Chinese buurt van deze Belgische steden worden jaarlijks leeuwendansen gehouden tijdens de viering van Chinees Nieuwjaar. De Antwerpse Chinatown is te vinden in en rondom de Van Wesenbekestraat. In deze Chinese buurt is ook een Chinees-boeddhistische tempel te vinden, genaamd IBPS Belgium.
Er is een Chinese school in Leuven, Antwerpen en Brussel. In de laatste stad is sinds 1990 een Confuciusinstituut te vinden.

## Bekende Chinese Belgen
- Han Suyin, arts en auteur
- Steven Wong, BMX'er